# Чорній Артем Олександрович
Артем Олександрович Чорній (нар. 23 жовтня 1989, Миколаїв, УРСР) — український футболіст, півзахисник.

## Життєпис
Вихованець ДЮСШ «Миколаїв». Влітку 2006 року перейшов в основну команду клубу «Миколаїв». Дебютував 21 липня 2006 року в матчі проти київської «Оболоні» (1: 7). Взимку 2008 року перейшов в маріупольський «Іллічівець». У команді дебютував 3 квітня 2008 року в матчі проти «Кримтеплиці» (0: 1). У сезоні 2007/08 «Іллічівець» виграв Першу лігу і вийшли в Прем'єр-лігу. У Прем'єр-лізі дебютував 2 травня 2009 року в матчі проти одеського «Чорноморця» (3: 2). У Маріуполі Чорній провів 4 роки. Проводив матчі в основному за дубль в турнірі дублерів і молодіжній першості. У 2012 році повернувся в «Миколаїв».
На початку 2014 року перейшов в «Олександрію». У команді отримав 88 номер. У сезоні 2013/14 він разом з командою став срібним призером Першої ліги України, клуб поступився лише донецькому «Олімпіку», і вийшов у Прем'єр-лігу. Чорній в цьому сезоні взяв участь у 8 іграх, в яких забив 1 гол.
6 квітня 2016 року у матчі 1/4 фіналу кубка України проти київського "Динамо" на 24 хвилині забив "сухий лист" у ворота Олександра Рибки,тим самим допомігши "Олександрії" перемогти з рахунком 1:0 і вперше в історії клубу пробитись у півфінал розіграшу. 10 квітня 2016 року у матчі 21 туру чемпіонату України на "Арені Львів" відзначився забитим м'ячем зі штрафного, у ворота львівських "Карпат".
5 лютого 2018 року підписав контракт з одеським «Чорноморцем». 8 липня 2019 року стало відомо що Чорній покинув «Чорноморець».
9 лютого 2020 року ЗМІ повідомили що Артем Чорний став гравцем «Інгульця».
Станом на вересень 2022 року - входить в тренерський штаб миколаївського «Васту»

## Досягнення
- Переможець Першої ліги України (2):  2007/08, 2014/15
- Срібний призер Першої ліги України (1): 2013/14
- Півфіналіст Кубка України: 2015-2016